# Parque nacional de la Cuenca del Pacífico

El Parque Nacional Pacific Rim o Cuenca del Pacífico, es un parque nacional que se encuentra en Columbia Británica, Canadá y está dividido en tres regiones: Long Beach, las islas Broken Group y el West Coast Trail. El parque se caracteriza por costas escarpadas y exuberantes bosques templados húmedos. El parque está abierto desde mediados de marzo hasta mediados de octubre.

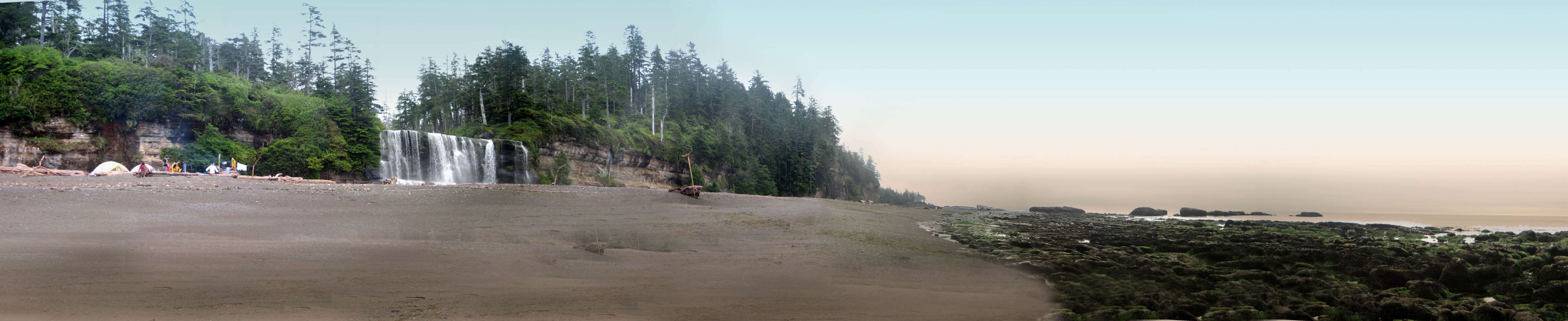
Panorama de las Cascadas Tsusiat.